# Mountain Sound
"Mountain Sound" é uma canção da banda islandesa de indie folk/indie pop rock Of Monsters and Men. A canção foi lançada como o segundo single da versão internacional de seu primeiro álbum de estúdio, My Head Is an Animal. Foi escrito por Arnar Rósenkranz Hilmarsson, Nanna Bryndís Hilmarsdóttir e Ragnar Þórhallsson; e produzido por Jacquire King.

## Lista de faixas
| Download Digital |                  |         |  |
| N.º              | Título           | Duração |  |
| 1.               | "Mountain Sound" | 3:31    |  |

## Videoclipe
O videoclipe de "Mountain Sound" foi filmado em locações em um festival realizado no parque Hljomskalagardurinn em Reykjavík, Islândia, em 7 de julho de 2012. A banda filmou durante uma apresentação no festival. O vídeo foi lançado no YouTube em 14 de setembro de 2012 em um comprimento total de quatro minutos.

## Uso na mídia
A canção foi usada no trailer de Alexander and the Terrible, Horrible, No Good, Very Bad Day. "Mountain Sound" pode ser ouvido em um bar no quarto episódio da primeira temporada de Gang Related (série de TV), "Perros".

## Tabelas
| Paradas (2012–13)                                       | Melhor posição |
| ------------------------------------------------------- | -------------- |
| Austrália (ARIA)                                        | 29             |
| Bélgica (Ultratip Bubbling Under de Flandres)           | 3              |
| Canadá (Canadian Hot 100)                               | 69             |
| Canadá (Canada: Alternative Rock)                       | 1              |
| Irlanda (IRMA)                                          | 28             |
| Nova Zelândia (Recorded Music NZ)                       | 22             |
| Reino Unido (UK Singles Chart)                          | 66             |
| Estados Unidos (Bubbling Under Hot 100 Singles)         | 3              |
| Estados Unidos (Billboard Adult Alternative Songs)      | 1              |
| Estados Unidos (Billboard Adult Top 40)                 | 25             |
| Estados Unidos (Billboard Alternative Airplay)          | 2              |
| Estados Unidos (Billboard Hot Rock & Alternative Songs) | 14             |
| Estados Unidos (Billboard Rock Airplay)                 | 2              |

| Região                                                                                             | Certificação | Vendas  |
| -------------------------------------------------------------------------------------------------- | ------------ | ------- |
| Austrália (ARIA)                                                                                   | Platina      | 70 000^ |
| *números de vendas baseados somente na certificação ^distribuições baseadas apenas na certificação |              |         |